# Opération Danbi

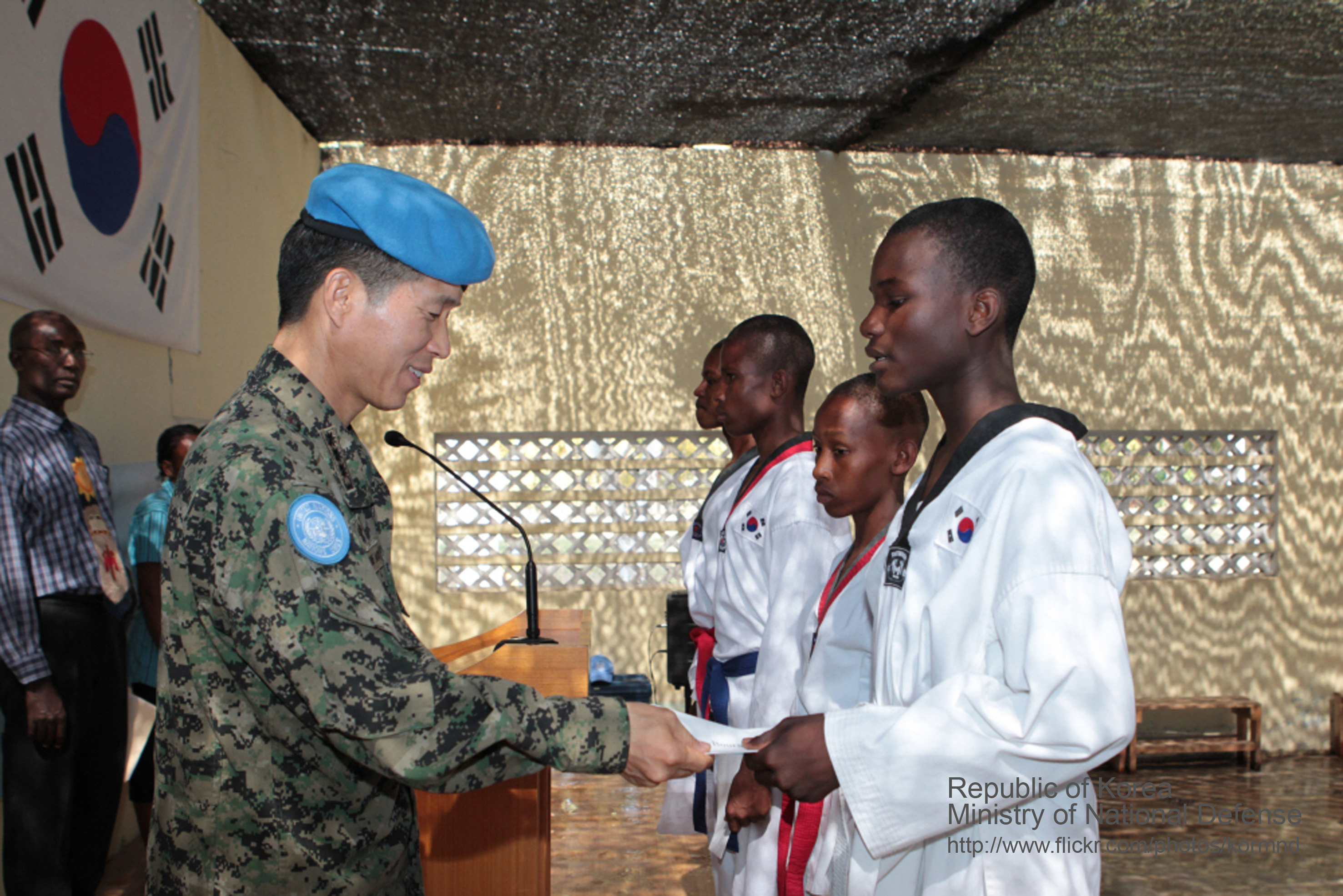
Membres de l'armée sud-coréenne et Haïtiens, à Haïti en février 2012

L'opération Danbi' (단비부대) est l'opération militaire de la Corée du Sud pour aider Haïti après le tremblement de terre d'Haïti de 2010.
- La Corée du Sud annonce des troupes de maintien de la paix pour Haïti le 19 janvier 2010[3].
- Les casques bleus sud-coréens arrivent à Léogâne le 8 mars 2010[1].